# Ormosia formosana
Ormosia formosana là một loài thực vật có hoa trong họ Đậu. Loài này được Kaneh. miêu tả khoa học đầu tiên.